# Shinjuka
Albums de kagerou
Kurohata
(2006)
Shinjuka (心中歌, ou Shinjûka, Shinjuuka) est un double album compilation "best of" du groupe Kagerou, sorti le 27 décembre 2006 au Japon.

## Pistes
CD1
1. Yûgure no shazai
2. Rasenkubi
3. Meisô honnô
4. Kichiku Moralism
5. Gozen sanji no taiyô kôsen
6. Kakokei shinjitsu
7. Sakurakurakura
8. Sôshitsu
9. Shibire kokoro
10. Uzu
11. Kasa
12. XII Dizzy
13. Wrist-cutter
14. Yubikiri
15. Wakaremichi
16. Nawa

CD 2
1. Ichirin wa aoku
2. Zetsubô ni sayonara
3. Aidoru gurui no shinrigaku
4. Shiroi Karasu
5. Kogarashi
6. Junkan kikei shôjo A
7. R shitei
8. Tonari machi no kanojo
9. Kurokami no Aitsu
10. Lily
11. Watakushi.
12. Sakebi
13. Hakanaki Gekijô
14. Sabishi sa to nemure
15. Shizumu sora
16. Hikari no Kage
17. Morô epilogue
18. Akatsuki
19. Kusatta umi de oborekakete iru boku wo sukutte kureta kimi